# Catalunya – Panamà (29-05-2024)
La selecció catalana de futbol disputà un partit amistós contra la selecció de Panamà el 29 de maig de 2024 a l'estadi de la Nova Creu Alta de Sabadell, davant de 5.859 espectadors, que acabà amb empat 2-2.
Abans de començar el partit, la Federació Catalana de Futbol va homenatjar dos dels futbolistes amb millor i més llarga trajectòria amb Catalunya: Sergio García i Bojan Krkic. Com a reconeixement per la seva dedicació i compromís amb la selecció catalana, tots dos jugadors van rebre una samarreta emmarcada amb el lema “Gràcies per ser-hi sempre”. Sergio García és el futbolista amb més partits jugats amb Catalunya, un total de 16 partits, i el màxim golejador amb 9 dianes, mentre que el de Linyola és el segon màxim golejador amb 7 gols en 8 partits disputats.

## Partit
A la Nova Creu Alta s'hi van reunir 5859 espectadors per presenciar l'enfrontament. La selecció de Gerard López va començar amb els seus millors futbolistes com a titulars, amb un onze amb jugadors com Èric Garcia, Héctor Bellerín, Oriol Romeu, Sergio Gómez o Ferran Jutglà, cosa que va permetre dominar el joc i tenint la possessió. Passat el minut deu, Jutglà, amb una bona vaselina, va fer el primer gol de la tarda aprofitant una passada en profunditat acurada d'Óscar Mingueza. Els panamenys, comandats per l'ex del Girona, Édgar Bárcenas, van avisar primer amb una rematada de cap de Freddy Góndola que va salvar Arnau Tenas i, en una jugada pràcticament idèntica, Erick Davis no va perdonar per empatar el duel al quart d'hora. Oriol Romeu va exercir de capità al primer temps. Posteriorment en una transició ràpida, el Panamà va capgirar el marcador quan Góndola va aprofitar una passada a l'espai per superar Tenas amb una gran definició.
A la mitja part, carrusel de canvis i debut de Sergi Altimira, que sorprenentment va jugar com a central dretà. Carles Aleñá (un dels pocs que es mantenia des de l'inici) va fer el 2-2 amb un xut creuat. Després de l'empat, la selecció catalana va adormir el partit amb major control i domini, però sense generar perill sobre la porteria rival.
Finalment el trofeu va ser entregat a la selecció del Panamà per deferència després d'una segona part fluixa.

## Fitxa tècnica
| Catalunya                            | 2 - 2               | Panamà                              |
| ------------------------------------ | ------------------- | ----------------------------------- |
| Ferran Jutglà 10' · Carles Aleñá 50' | FCF CCMA L'Esportiu | 17' Eric Davis · 27' Freddy Góndola |

| Catalunya | Panamà |

| CATALUNYA:     |  |                 |  |  |
|                |  |                 |  |  |
| PO             |  | Arnau Tenas     |  |  |
| PO             |  | Dani Cárdenas   |  |  |
| DF             |  | Héctor Bellerín |  |  |
| DF             |  | Eric García     |  |  |
| DF             |  | Sergi Cardona   |  |  |
| DF             |  | Òscar Mingueza  |  |  |
| DF             |  | Mika Mármol     |  |  |
| DF             |  | Marc Pubill     |  |  |
| CC             |  | Oriol Romeu (c) |  |  |
| CC             |  | Joan Jordán     |  |  |
| CC             |  | Marc Roca       |  |  |
| CC             |  | Sergio Gómez    |  |  |
| CC             |  | Carles Aleñá    |  |  |
| CC             |  | Ramon Terrats   |  |  |
| CC             |  | Gerard Gumbau   |  |  |
| CC             |  | Sergi Altimira  |  |  |
| CC             |  | Joan Gonzàlez   |  |  |
| DV             |  | Ferran Jutglà   |  |  |
| DV             |  | Marc Cardona    |  |  |
| DV             |  | Jastin García   |  |  |
| Seleccionador: |  |                 |  |  |
| Gerard López   |  |                 |  |  |

| PANAMÀ:             |  |                  |     |  |
|                     |  |                  |     |  |
| PO                  |  | Orlando Mosquera |     |  |
| DF                  |  | Eric Davis (c)   |     |  |
| DF                  |  | César Blackman   |     |  |
| DF                  |  | Edgardo Fariña   |     |  |
| DF                  |  | Andrés Andrade   |     |  |
| DF                  |  | Roderick Miller  | 67' |  |
| DF                  |  | Gabriel Brown    |     |  |
| DF                  |  | Orman Davis      |     |  |
| DF                  |  | Sergio Ramírez   |     |  |
| DF                  |  | Michael Murillo  |     |  |
| DF                  |  | Martín Krug      |     |  |
| CC                  |  | Yoel Bárcenas    |     |  |
| CC                  |  | Freddy Góndola   |     |  |
| CC                  |  | Jovani Welch     |     |  |
| CC                  |  | Josiel Núñez     |     |  |
| CC                  |  | Héctor Hurtado   |     |  |
| CC                  |  | Martín Morán     |     |  |
| DV                  |  | Tomás Rodríguez  |     |  |
| DV                  |  | Eduardo Guerrero |     |  |
| DV                  |  | Alfredo Stephens |     |  |
| Seleccionador:      |  |                  |     |  |
| Thomas Christiansen |  |                  |     |  |